# Banca nazionale svizzera
La Banca nazionale svizzera  (in tedesco Schweizerische Nationalbank; in francese Banque nationale suisse; in romancio Banca naziunala svizra; in inglese Swiss National Bank) è la banca centrale della Svizzera. 
La Banca nazionale non è una banca commerciale ma è una banca di emissione per le banconote e le monete in franchi svizzeri. La legge sulla Banca nazionale assegna a quest'ultima il compito di contribuire alla stabilità del sistema finanziario. Gli istituti classificati dalla Banca nazionale come sistemicamente importanti, tra cui il Credit Suisse Group, UBS SA, la Banca Cantonale di Zurigo (ZKB), il Gruppo Raiffeisen e PostFinance SA, devono soddisfare particolari requisiti patrimoniali nonché particolari esigenze di liquidità e di distribuzione e devono essere in grado di presentare piani di rischio e di contingenza.

## Struttura
La Banca nazionale è una società anonima, quotata in borsa, ma disciplinata da una legge speciale dal 2002.
Gli azionisti sono:
- I cantoni svizzeri;
- Le banche cantonali;
- I privati (1 terzo).

La Confederazione svizzera non possiede alcuna azione.

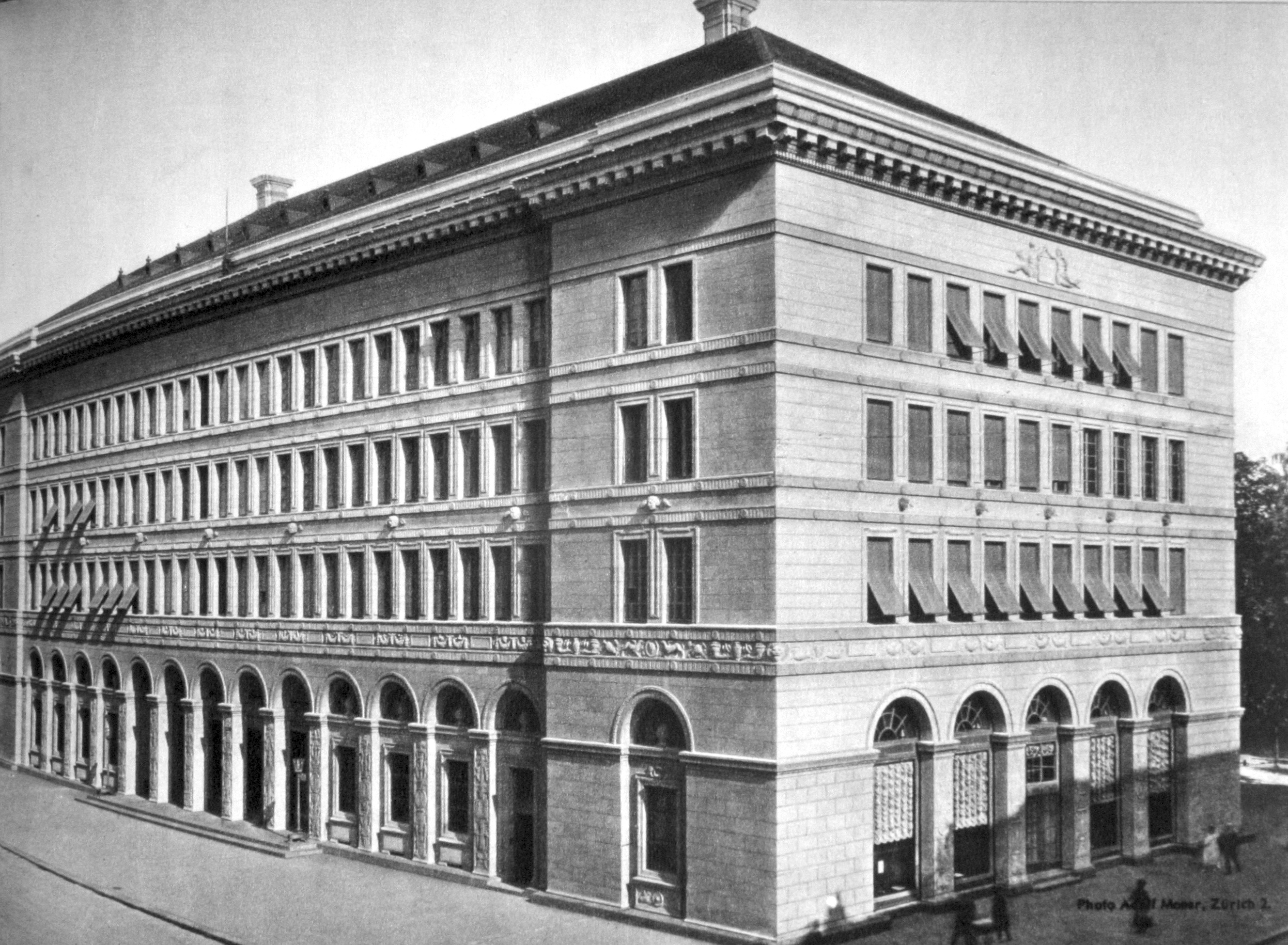
La sede di Zurigo appena costruita, nel 1922

Riserva d'oro (1975)

La vigilanza sulla Banca nazionale svizzera è espressamente esclusa dalle competenze del controllo federale delle finanze.
La Direzione generale è composta da tre membri nominati dal Consiglio federale su proposta del Consiglio di banca (organo di vigilanza della banca). I suoi tre membri sono il Presidente, il Vicepresidente e un membro della Direzione generale.

## Sedi
Le sedi principali sono due a Berna e Zurigo ma è presente in tutta la Svizzera con 6 rappresentanze che sono:
- Zurigo: Börsenstrasse 15, sede
- Berna: Bundesplatz 1, sede
- Basilea: Aeschenvorstadt 55, rappresentanza
- Ginevra: Rue François-Diday 8, rappresentanza
- Losanna: Avenue de la Gare 18, rappresentanza
- Lugano: Via Pioda 6, rappresentanza
- Lucerna: Münzgasse 6, rappresentanza
- San Gallo: Neugasse 43, rappresentanza

## Storia
La Banca nazionale svizzera fu costituita come risposta alla necessità di ridurre il numero degli istituti d'emissione, che erano 53 dopo il 1826. Nella revisione costituzionale del 1874 fu inserita la competenza per le leggi riguardanti l'emissione di banconote. Ancora nel 1891 l'art. 39 della Costituzione federale fu modificato per conferire alla Confederazione la competenza esclusiva in materia di emissione di banconote. La Legge sulla banca nazionale fu emanata nel 1906.
Nel 1905 fu fondata la Banca nazionale svizzera che iniziò ad esercitare le sue funzioni di istituto d'emissione nel 1907 quando il monopolio entrò in vigore.
Fino al 1911 la BNS utilizzò le stesse banconote che in precedenza avevano usato le banche cantonali, con una nuova sovrastampa.
Solo nel 1911 entrò in circolazione la seconda serie, disegnata da Ferdinand Hodler e Eugène Burnand.
Nel 1914, con lo scoppio della prima guerra mondiale le banconote non furono più convertibili in metallo prezioso e divennero un mezzo di pagamento fiduciario.
Accanto alle serie che si sono succedute negli anni la BNS ha creato anche delle serie di riserva, che non sono mai entrate in circolazione e che sono state create per essere immesse nella circolazione nel caso di una grave crisi.
Le competenze della Banca nazionale svizzera sono ora fissate dall'articolo 99 ("Politica monetaria") dell'attuale costituzione:
1. Il settore monetario compete alla Confederazione; essa soltanto ha il diritto di battere moneta e di emettere banconote.
2. La Banca nazionale svizzera, in quanto banca centrale indipendente, conduce una politica monetaria nell’interesse generale del Paese; è amministrata con la collaborazione e sotto la vigilanza della Confederazione.
3. La Banca nazionale costituisce sufficienti riserve monetarie attingendo ai suoi proventi; parte di tali riserve è costituita in oro.
4. L’utile netto della Banca nazionale spetta per almeno due terzi ai Cantoni.»

Secondo il rapporto Don’t bank on the bomb pubblicato nel 2019, la Banca nazionale svizzera, il Credit Suisse e la società di servizi finanziari Fisch Asset Managment avevano investito nove miliardi di dollari nell'industria militare. BNS deteneva una partecipazione azionaria nella statunitense Raytheon.